# ブライアン・ドイル＝マーレイ
ブライアン・ドイル＝マーレイ（Brian Doyle-Murray, 1945年10月31日 - ）は、アメリカ合衆国の俳優、コメディアン、脚本家、声優である。

## 来歴
シカゴ生まれ。9人兄弟という大家族で、弟は同じく俳優として知られるビル・マーレイとジョエル・マーレイ、ジョン・マーレイ。父親は木材のセールスマンで、母親は郵便室係だった。父親の仕事の関係で、全米を転々としたのち、カリフォルニア州の大学へ進学。
1970年代に入ると、即興コメディ劇団のセカンド・シティへ参加。その頃から徐々に映画やテレビなどへ出演していき、人気番組の『サタデー・ナイト・ライブ』へ出演したことから一気にその名が知れ渡る。同番組への出演時代は、ものまねなどのレパートリーで人気を博し、アルバート・アインスタインやロッド・サーリングなど、文化人から芸能人まで幅広い分野を得意とした。またチェビー・チェイスやジョン・ベルーシなども参加していたラジオ番組『The National Lampoon Radio Hour』へも出演して、コメディアンとしての地位を確立した。その番組には弟であるビル・マーレイも参加しており、ビルの映画にはブライアンもたびたび登場している。それ以降も、それらの番組から有名になったハロルド・ライミスやチェヴィー・チェイスらが主演する映画などに脇役として出演。主にコメディ映画への出演が多いが、1991年にオリヴァー・ストーンが監督したメジャー映画『JFK』において、ケネディを射殺したとされるオズワルドを銃殺するジャック・ルビーを演じている。
テレビドラマへの出演も多く、全米で人気を誇る『となりのサインフェルド』やシチュエーション・コメディの『ウイングス』等へも出演した。声優としてもテレビアニメ『スポンジ・ボブ』における「さまよえるオランダ人」の声を担当。それ以外でも『クラスメイトはモンキー』や『ブンブン・マギー』、『ファミリー・ガイ』などのアニメへも声の出演を果たしており、実写からアニメまで活動の場は幅広い。俳優以外でもコメディ番組などにおける脚本家としての才能も発揮しており、いくつかの番組でクレジットされている。

## 主な出演作品

### 映画
| 公開年 | 邦題 原題                                                          | 役名                   | 備考       |
| ------ | ------------------------------------------------------------------ | ---------------------- | ---------- |
| 1980   | ボールズ・ボールズ Caddyshack                                      | ルー                   | 脚本       |
| 1981   | スーパー念力マン Modern Problems                                   | ブライアン・スティルズ |            |
| 1983   | ホリデーロード4000キロ National Lampoon's Vacation                 | Kamp Komfort Clerk     |            |
| 1984   | すてきな片想い Sixteen Candles                                     | 牧師                   |            |
| 1984   | 剃刀の刃 The Razor's Edge                                          | Piedmont               |            |
| 1985   | マッド・オフィス Head Office                                       | トリヴァー             |            |
| 1986   | 夜霧のマンハッタン Legal Eagles                                    | ショー                 |            |
| 1986   | クラブ・パラダイス Club Paradise                                   | ヴォイト               |            |
| 1988   | 3人のゴースト Scrooged                                             | アール・クロス         |            |
| 1989   | エキスパーツ The Experts                                           | ジョーンズ             |            |
| 1989   | カレッジ・ウォーズ How I Got Into College                          | エヴァンズコーチ       | テレビ映画 |
| 1989   | ゴーストバスターズ2 Ghostbusters II                                | 精神科医               |            |
| 1989   | ナショナル・ランプーン/クリスマス・バケーション Christmas Vacation | フランク               |            |
| 1991   | 絶叫屋敷へいらっしゃい Nothing But Trouble                         | ブライアン             |            |
| 1991   | 栄光の714本/ベーブ・ルース物語 Babe Ruth                           | ハント                 | テレビ映画 |
| 1991   | JFK                                                                | ジャック・ルビー       |            |
| 1992   | ウェインズ・ワールド Wayne's World                                 | ノア・ヴァンダーホフ   |            |
| 1993   | 恋はデジャ・ブ Groundhog Day                                       | バスター               |            |
| 1994   | キャビン・ボーイ/航海先に立たず Cabin Boy                          | スカンク               |            |
| 1995   | 陪審員だよ、全員集合 Jury Duty                                     | ハリー                 |            |
| 1996   | クローンズ Multiplicity                                            | ウォルト               |            |
| 1997   | キャスパー:誕生編 Casper: A Spirited Beginning                     | デイヴ                 | ビデオ映画 |
| 1997   | 恋愛小説家 As Good as It Gets                                      | ハンディマン           |            |
| 1998   | ドクター・ドリトル Doctor Dolittle                                 | ビーグル               | 声の出演   |
| 1998   | スキャンダル Legalese                                              | ロイの父親             | テレビ映画 |
| 1999   | スチュアート・リトル Stuart Little                                 | エドガー・リトル       |            |
| 2000   | MONA 彼女が殺された理由 Drowning Mona                              | トラック運転手         |            |
| 2000   | 悪いことしましョ! Bedazzled                                        | 司祭                   |            |
| 2002   | スノー・ドッグ Snow Dogs                                           | アーニー               |            |
| 2007   | チャーリーと18人のキッズ in ブートキャンプ Daddy Day Camp          | モーティおじさん       |            |
| 2009   | セブンティーン・アゲイン 17 Again                                  | 用務員                 |            |
| 2010   | パッション・プレイ Passion Play                                    | ビリー・バーグ         |            |
| 2012   | 新・三バカ大将 ザ・ムービー The Three Stooges                      | ラトリフ               |            |

### テレビシリーズ
| 放映年     | 邦題 原題                                                   | 役名                 | 備考         |
| ---------- | ----------------------------------------------------------- | -------------------- | ------------ |
| 1990-1992  | Get a Life                                                  | ガス・ボーデン       | 13エピソード |
| 1991       | Good Sports                                                 | ジョン・マッキニー   | 15エピソード |
| 1992       | ウイングス Wings                                            | スナイダー           | 1エピソード  |
| 1992-1998  | となりのサインフェルド Seinfeld                             | メル                 | 3エピソード  |
| 1993-1994  | Bakersfield P.D.                                            | ビル・ハンプトン     | 17エピソード |
| 1995       | 新スーパーマン Lois & Clark: The New Adventures of Superman | ハーラン・ブラック   | 1エピソード  |
| 1995, 1998 | Ellen                                                       | バート               | 2エピソード  |
| 1999-2000  | Love & Money                                                | フィン・マクブライド | 13エピソード |
| 2002-2006  | Yes, Dear                                                   | サビツキー           | 18エピソード |
| 2006-2008  | My Gym Partner's a Monkey                                   | ギリスコーチ         | 13エピソード |
| 2008       | サイク/名探偵はサイキック? Psych                            | スペンサーおじいさん | 1エピソード  |
| 2009       | The Goode Family                                            | チャーリー           | 13エピソード |
| 2009-2013  | ザ・ミドル 中流家族のフツーの幸せ The Middle                | Mr. Ehlert           | 20エピソード |
| 2011       | スーパーナチュラル Supernatural                             | ロバート・シンガー   | エピソード   |
| 2012-2013  | Sullivan & Son                                              | ハンク・マーフィー   | 20エピソード |
| 2013       | シングルパパの育児奮闘記 Raising Hope                       | ウォルト             | 1エピソード  |
| 2013       | チルドレンズ・ホスピタル Childrens Hospital                 | サンタ・クロース博士 | 1エピソード  |

### テレビアニメ
- Frosty Returns (1992)
- Duckman: Private Dick/Family Man (1996 - 1997)
- ぎゃあ!!!リアル・モンスターズ Aaahh!!! Real Monsters (1997)
- リセス 〜ぼくらの休み時間〜 Recess (1998, 2000)
- キャットドッグ CatDog (1999)
- スポンジ・ボブ Sponge Bob (1999 - 2012)
- キング・オブ・ザ・ヒル King of the Hill (2000, 2004, 2007)
- スペース・レンジャー バズ・ライトイヤー/ 帝王ザーグを倒せ! Buzz Lightyear of Star Command (2000)
- ジャッキー・チェン・アドベンチャー Jackie Chan Adventures (2000)
- ファミリー・ガイ Family Guy (2000 - 2001)
- Big Guy and Rusty the Boy Robot (2001)
- The Angry Beavers (2001)
- Lloyd in Space (2001)
- ティーモ・シュプリーモ Teamo Supremo (2002)
- ジャスティス・リーグ Justice League (2003)
- ブンブン・マギー The Buzz on Maggie (2005 - 2006)
- クラスメイトはモンキー My Gym Partner's a Monkey (2006 - 2008)
- The Marvelous Misadventures of Flapjack (2008 - 2010)
- アメリカン・ダッド American Dad! (2009)
- The Goode Family (2009)
- キック ザ・びっくりボーイ Kick Buttowski: Suburban Daredevil (2010)
- Glenn Martin DDS (2010)
- アドベンチャー・タイム Adventure Time with Finn & Jake (2012)
- Motorcity (2012 - 2013)
- Spongebob Squarepants 4D Attraction: The Great Jelly Rescue (2013)

### OVA
- ブレイブ・リトル・トースター 火星へ行こう The Brave Little Toaster Goes to Mars (1998)

### テレビゲーム
- SpongeBob SquarePants: SuperSponge (2001)
- SpongeBob SquarePants: Revenge of the Flying Dutchman (2002)
- SpongeBob SquarePants: Battle for Bikini Bottom (2003)
- Jade Empire (2005)
- Ghostbusters (2009)
- Nicktoons MLB (2011)

### テレビ番組
- チェビー・チェイス・ショー The Chevy Chase Show (1977)
- セサミ・ストリート Sesame Street (1978)
- サタデー・ナイト・ライブ Saturday Night Live (1978 - 1982)
- The George Carlin Show (1994)